# 10.000 luchtballonnen (single)
10.000 luchtballonnen is de eerste single en titeltrack van het veertiende album 10.000 luchtballonnen van de meidengroep K3. Het is de allereerste single van de nieuwe bezetting, gekozen tijdens het televisieprogramma K3 zoekt K3.
10.000 luchtballonnen werd onderdeel van Just Dance 2020, het was de eerste Nederlandstalige track ooit in het muziekspel.

## Achtergrond
Het nummer was voor het eerst, weliswaar deels, te horen in de eerste bootcamp-aflevering van "K3 zoekt K3" (5e aflevering in totaal). De 26 kandidaten die door de audities waren gekomen, kregen de opdracht om binnen een uur het nummer te leren en als duo naar voor te brengen, waarna er 15 kandidaten werden gekozen die doorgingen. Het nummer was ook in een versnelde versie als intro van het programma te horen. De eerste keer dat het nummer in z'n geheel was te horen, was bij de finale van K3 zoekt K3. Nadat bekend was geworden dat Hanne Verbruggen, Klaasje Meijer en Marthe De Pillecyn gewonnen hadden, hebben zij zich omgekleed en vervolgens in het nieuwe regenboogjurkje voor het eerst 10.000 Luchtballonnen volledig ten gehore gebracht.

## Videoclip
De videoclip kwam een week na de finale uit en had na 2 dagen meer dan een miljoen views. In de clip wordt er gebruik gemaakt van verschillende ballonnendecoraties. In de videoclip dragen Hanne, Marthe en Klaasje de vernieuwde regenboogjurkjes. De video werd geregisseerd door Dries Vos, die eerder ook de clips voor Waar zijn die engeltjes? en Alice in Wonderland regisseerde.

## Hitnotering
De Nederlandse Top 40 werd vooralsnog niet gehaald.

### NederlandseSingle Top 100
| Positie: | 61 | uit |

### BelgischeBRT Top 30
| Hitnotering: 21-11-2015 t/m 30-01-2016 | Hitnotering: 21-11-2015 t/m 30-01-2016 | Hitnotering: 21-11-2015 t/m 30-01-2016 | Hitnotering: 21-11-2015 t/m 30-01-2016 | Hitnotering: 21-11-2015 t/m 30-01-2016 | Hitnotering: 21-11-2015 t/m 30-01-2016 | Hitnotering: 21-11-2015 t/m 30-01-2016 | Hitnotering: 21-11-2015 t/m 30-01-2016 | Hitnotering: 21-11-2015 t/m 30-01-2016 | Hitnotering: 21-11-2015 t/m 30-01-2016 | Hitnotering: 21-11-2015 t/m 30-01-2016 | Hitnotering: 21-11-2015 t/m 30-01-2016 | Hitnotering: 21-11-2015 t/m 30-01-2016 |
| Week:                                  | 1                                      | 2                                      | 3                                      | 4                                      | 5                                      | 6                                      | 7                                      | 8                                      | 9                                      | 10                                     | 11                                     | 12                                     |
| -------------------------------------- | -------------------------------------- | -------------------------------------- | -------------------------------------- | -------------------------------------- | -------------------------------------- | -------------------------------------- | -------------------------------------- | -------------------------------------- | -------------------------------------- | -------------------------------------- | -------------------------------------- | -------------------------------------- |
| Positie:                               | 4                                      | 3                                      | 3                                      | 6                                      | 6                                      | 6                                      | 5                                      | 2                                      | 8                                      | 18                                     | 23                                     |                                        |

### VlaamseUltratop 50
| Hitnotering: 21-11-2015 t/m 06-02-2016 | Hitnotering: 21-11-2015 t/m 06-02-2016 | Hitnotering: 21-11-2015 t/m 06-02-2016 | Hitnotering: 21-11-2015 t/m 06-02-2016 | Hitnotering: 21-11-2015 t/m 06-02-2016 | Hitnotering: 21-11-2015 t/m 06-02-2016 | Hitnotering: 21-11-2015 t/m 06-02-2016 | Hitnotering: 21-11-2015 t/m 06-02-2016 | Hitnotering: 21-11-2015 t/m 06-02-2016 | Hitnotering: 21-11-2015 t/m 06-02-2016 | Hitnotering: 21-11-2015 t/m 06-02-2016 | Hitnotering: 21-11-2015 t/m 06-02-2016 | Hitnotering: 21-11-2015 t/m 06-02-2016 | Hitnotering: 21-11-2015 t/m 06-02-2016 |
| Week:                                  | 1                                      | 2                                      | 3                                      | 4                                      | 5                                      | 6                                      | 7                                      | 8                                      | 9                                      | 10                                     | 11                                     | 12                                     | -                                      |
| -------------------------------------- | -------------------------------------- | -------------------------------------- | -------------------------------------- | -------------------------------------- | -------------------------------------- | -------------------------------------- | -------------------------------------- | -------------------------------------- | -------------------------------------- | -------------------------------------- | -------------------------------------- | -------------------------------------- | -------------------------------------- |
| Positie:                               | 1                                      | 2                                      | 2                                      | 2                                      | 2                                      | 4                                      | 3                                      | 4                                      | 16                                     | 27                                     | 33                                     | 45                                     | uit                                    |